# 고스트 오브 어 세이버 투스 타이거
고스트 오브 어 세이버 투스 타이거(The Ghost of a Saber Tooth Tiger, GOASTT)는 미국의 포크 록 밴드다. 숀 레논과 그의 여자친구 샬럿 캠프 뮬로 이루어져 있다.

## 디스코그래피
- Acoustic Sessions (2010)
- La Carotte Bleue (2011)
- Midnight Sun (2014)